# Druga tetralogia

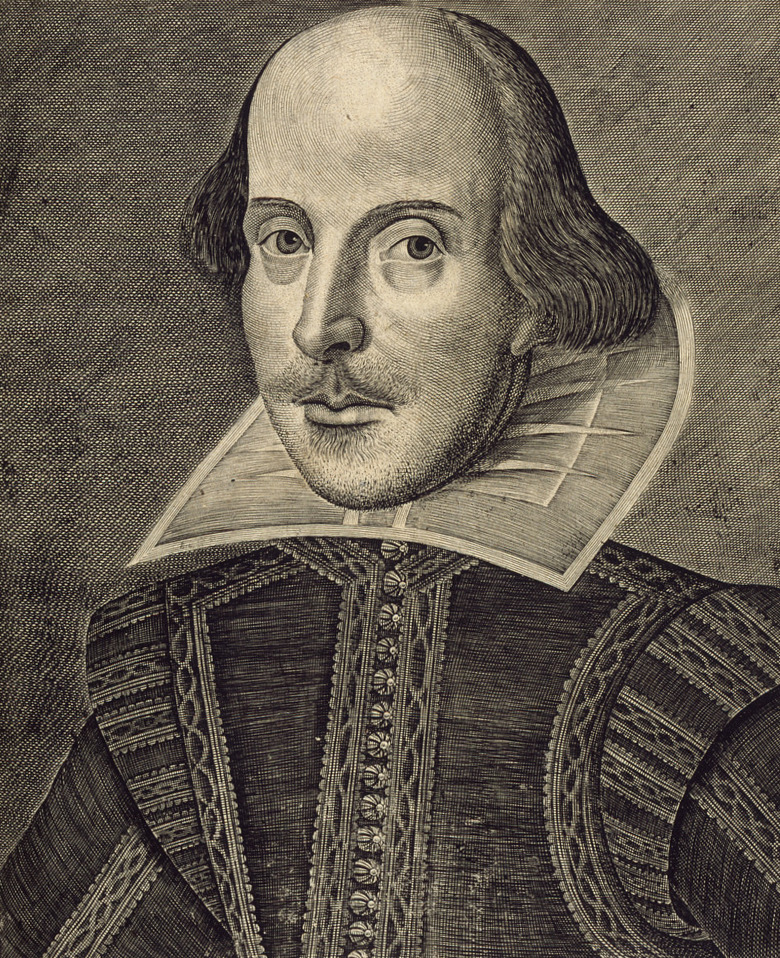
William Shakespeare

Druga tetralogia – cykl czterech kronik, napisanych przez Williama Shakespeare’a w latach 1596-1598. Składa się na niego:
- Ryszard II
- Henryk IV, część 1
- Henryk IV, część 2
- Henryk V

Cykl ten był poprzedzony przez pierwszą tetralogię. Idea obu tetralogii powstała w XX wieku; nie ma dowodów, że autor je zaplanował.